# Art érotique
L'art érotique couvre toute œuvre artistique — peintures, sculptures, photographies, musique, écrits, etc, évoquant ou représentant des scènes de préliminaires ou de réalisation de l'acte sexuel.

## Définition

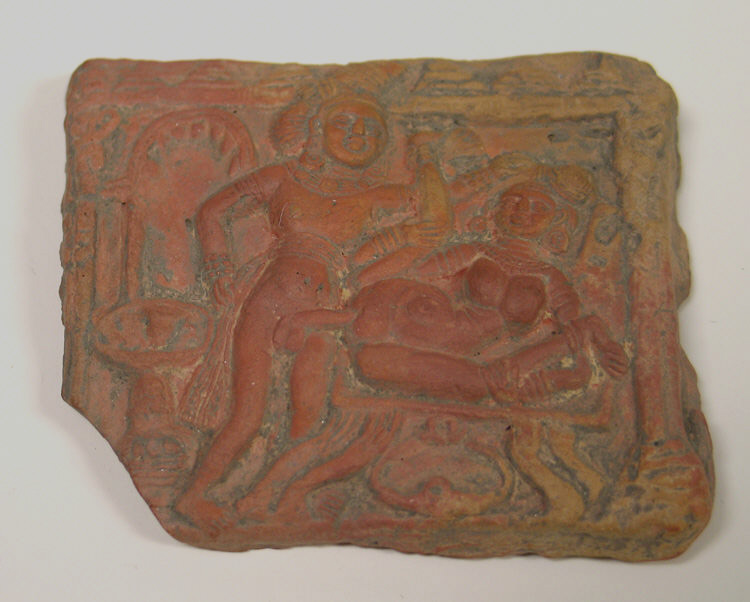
Plaque d'argile. Inde, Ier siècle avant notre ère.

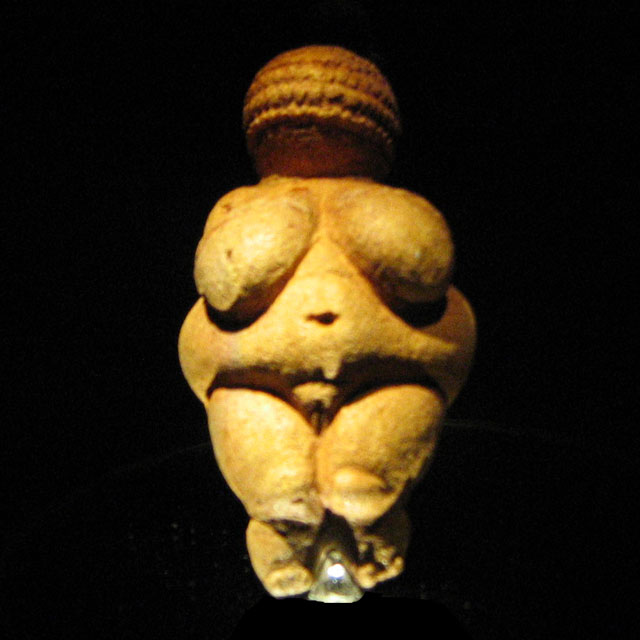
La Vénus de Willendorf, statuette préhistorique.

La définition de l'art érotique est subjective car elle dépend du contexte, comme de la perception de ce qui est érotique et de ce qui relève de l'art. Dans certaines cultures, une sculpture représentant un phallus peut être considérée comme un symbole traditionnel de puissance plutôt qu’érotique. Des productions destinées à l'éducation sexuelle peuvent être perçues par d'autres comme inappropriées et érotiques. La Stanford Encyclopedia of Philosophy définit l'art érotique comme "l'art fait avec l'intention de stimuler sexuellement son public cible, et qui y parvient dans une certaine mesure".
Une distinction est souvent faite entre l'art érotique et la pornographie, qui représente également des scènes d'activité sexuelle et vise à susciter une excitation érotique. Cette dernière n'est généralement pas considérée comme un art. La limite peut être établie en fonction de l'intention du créateur et du message de l'œuvre : l'art érotique serait constitué d'œuvres destinées à des fins autres que l'excitation, qui pourraient être appréciées comme de l'art par une personne non intéressée par leur contenu érotique. Potter Stewart, juge de la Cour suprême des États-Unis, a écrit en 1964 que la distinction était intuitive, déclarant à propos de la pornographie, qui ne serait pas légalement protégée en tant qu'art érotique : « Je le sais quand j’en vois ».
D'autres, dont les philosophes Matthew Kieran et Hans Maes,, ont affirmé qu'aucune distinction stricte ne pouvait être faite entre l'art érotique et la pornographie.

## Historique
Les peintures et gravures rupestres du paléolithique comptent parmi les plus anciens exemples de représentations érotiques, mais de nombreuses cultures ont produit de l'art érotique. Des artefacts ont été découverts dans l'ancienne Mésopotamie, représentant des relations sexuelles hétérosexuelles explicites,. L'art glyptique du début de la période dynastique sumérienne montre fréquemment des scènes de sexe dans la position du missionnaire. Sur des ex-voto mésopotamiens du début du IIe millénaire av. J.-C., l'homme est généralement représenté pénétrant la femme par derrière alors qu'elle se penche pour boire de la bière avec une paille. Les figurines votives en plomb trouvée en Assyrie représentent souvent l'homme debout et pénétrant la femme alors qu'elle se tient au sommet d'un autel.
Les chercheurs ont traditionnellement interprété ces représentations comme des scènes de sexe rituel, mais il est plus probable qu'elles soient associées au culte d'Ishtar, déesse du sexe et de la prostitution. De nombreuses images sexuellement explicites ont été trouvées dans son temple, à Assur, avec des modèles d'organes sexuels : des phallus en pierre, qui pouvaient être portés autour du cou en tant qu'amulette ou utilisés pour décorer des idoles, et des modèles de vulve en argile.